# 그립스코우시

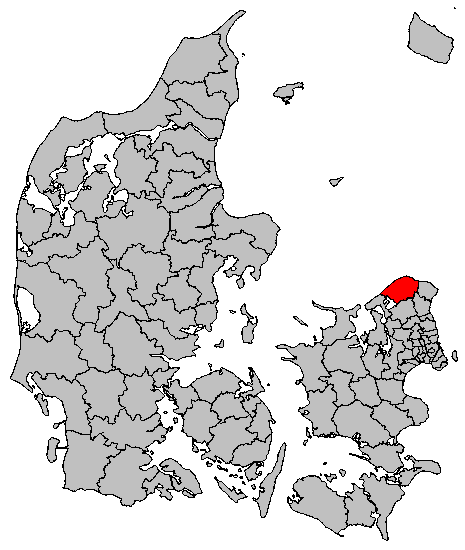
그립스코우시의 위치

그립스코우시(덴마크어: Gribskov Kommune)는 덴마크 수도 지역에 위치한 지방 자치체로 행정 중심지는 헬싱에이며 면적은 270km2, 인구는 40,850명(2014년 4월 1일 기준), 인구 밀도는 150명/km2이다. 셸란섬 북부 연안에 위치한다.